# Brunnby, Skuttunge socken
Brunnby är en bebyggelse i Skuttunge socken, Uppsala kommun, invid länsväg C 644, cirka 4 km nordväst om Björklinge. Sedan 2020 avgränsar SCB här en småort.
Brunnby är en gammal bondby med nyare villabebyggelse. Byn har en bygdegård samt en mindre mekanisk verkstad för reparation av fordon samt motorsågar.
Från Brunnby går en gammal kyrkstig till Skuttunge kyrka (ca 5 km).